# Гаккеларсбрюг
Гаккеларсбрюг (нід. Hakkelaarsbrug) — селище в нідерландській провінції Північна Голландія. Входить до муніципалітету Гойсе-Мерен.
Перша згадка про населений пункт датується 1617 роком. Наразі у селищі нараховується близько 40 будинків.